# Désobéir
Pour plus de détails, voir Fiche technique et Distribution.
Désobéir est un téléfilm français de Joël Santoni diffusé en 2009.

## Synopsis
Au mois de juin 1940, alors que les troupes allemandes envahissaient le territoire français, eut lieu "la plus grande action de sauvetage menée par une seule personne pendant l'Holocauste" : plus de trente mille personnes, dont dix mille juifs, purent en effet échapper à la barbarie nazie. Un homme seul, bravant sa hiérarchie et les ordres du dictateur Salazar, choisit en son âme et conscience de permettre à des dizaines de milliers de réfugiés de rejoindre son pays, le Portugal, en organisant une distribution de visas ininterrompue pendant plusieurs jours. Cet homme, c'est Aristides de Sousa Mendes, consul de Bordeaux.

## Fiche technique
- Titre  original : Désobéir (Aristides de Sousa Mendes)
- Réalisateur : Joël Santoni
- Scénariste, adaptation, dialogues : Jean-Carol Larrivé, Joël Santoni et  José-Alain Fralon,  sur une idée originale de Martine Chicot
- Société de production :  Panama Productions
- Producteur : Martine Chicot
- Société de distribution : France 2
- Musique du film :  Serge Franklin
- Directeur de la photographie : Jean-Francis Gondre
- Montage :  Nicole Saunier
- Distribution des rôles :  Marie-Christine Lafosse
- Création des décors :  Laurence Brenguier
- Création des costumes : Agnès Nègre
- Pays d'origine  : France
- Genre : téléfilm dramatique, biographique, historique
- Durée : 100 minutes
- Date de sortie : 12 juin 2009 en France

## Distribution
- Bernard Le Coq : Aristides de Sousa Mendes / Cesar de Sousa Mendes
- Paulo Matos : Salazar
- Roger Souza : José Seabra, premier secrétaire du consulat
- Nanou Garcia : Angelina de Sousa Mendes, la femme d'Aristides, mère de ses 12 enfants
- Lionel Lingelser : Pedro Nuno de Sousa Mendes, le fils
- Émilie-Scarlett Moget : Andrée Cibial, la belle amante d'Aristides
- Frédéric Quiring : le rabbin Kruger
- Frédéric Kneip : Pesao, l'homme de la PIDE
- Alain Raimond : le comte Tovar, secrétaire général de Salazar
- Christian Loustau : Neira Laporte, l'Espagnol républicain en quête de visa
- Théodora Mytakis : Miny
- Gauthier Battoue : Sebastian de Sousa Mendes
- Jean-Claude Dauphin : le narrateur

## Récompense
- Prix du meilleur film au Festival international du film catholique Mirabile Dictu de 2010[1]